# Данијел Аранзубија
Данијел Аранзубија Агвадо (шп. Daniel Aranzubia Aguado; Логроњо, 18. септембар 1979) је бивши шпански  фудбалер. Играо је на позицији голмана.

## Успеси
Депортиво Коруња
- Друга лига Шпаније (1) : 2011/12.[5]

 Атлетико Мадрид
- Ла лига (1) : 2013/14.[6]
- Суперкуп Шпаније: (финале: 2013)[7]
- Лига шампиона: (финале: 2013/14)[8]

 Шпанија до 20
- Светско првенство до 20 година (1) :  1999.[9]

 Шпанија до 23
- Летње олимпијске игре:  2000.[10]